# Correbidia fanum
Correbidia fanum är en fjärilsart som beskrevs av Druce 1900. Correbidia fanum ingår i släktet Correbidia och familjen björnspinnare. Inga underarter finns listade i Catalogue of Life.